# NICO Touches the Walls
NICO Touches the Walls est un groupe de J-rock formé en 2004.

## Histoire du groupe
Plusieurs de leurs titres ont été utilisés comme générique d'animes:
- Hologram a été utilisé comme 2e opening de Fullmetal Alchemist: Brotherhood.
- Matryoshka a été utilisé comme opening de [C]: The Money of Soul and Possibility Control.
- TOKYO Dreamer a été utilisé comme 2e opening de Captain Earth.
- Tenchi Gaeshi a été utilisé comme 1er ending de Haikyu!!.
- Mashi Mashi utilisé comme 5e ending de Haikyu!!.
- Uzu to Uzu a été utilisé comme 2e opening de The Heroic Legend of Arslân.

Trois titres ont été utilisés comme générique de Naruto Shippuden:
- Diver a été utilisé comme 8e opening.
- Niwaka Ame ni mo Makezu a été utilisé comme 13e opening.
- Broken Youth a été utilisé comme 6e ending.

## Membres
| Prénom et Nom                 | Date de Naissance | Âge | Rôles            |
| ----------------------------- | ----------------- | --- | ---------------- |
| Tatsuya Mitsumura (光村龍哉)  | 8 septembre 1985  | 39  | Chant et Guitare |
| Daisuke Furumura (古村大介)   | 1er mars 1985     | 40  | Guitare          |
| Shingo Sakakura (坂倉心悟)    | 24 juillet 1985   | 39  | Basse            |
| Shotaro Tsushima (対馬祥太郎) | 28 janvier 1985   | 40  | Batterie & Chœur |